# Văn hóa dân gian

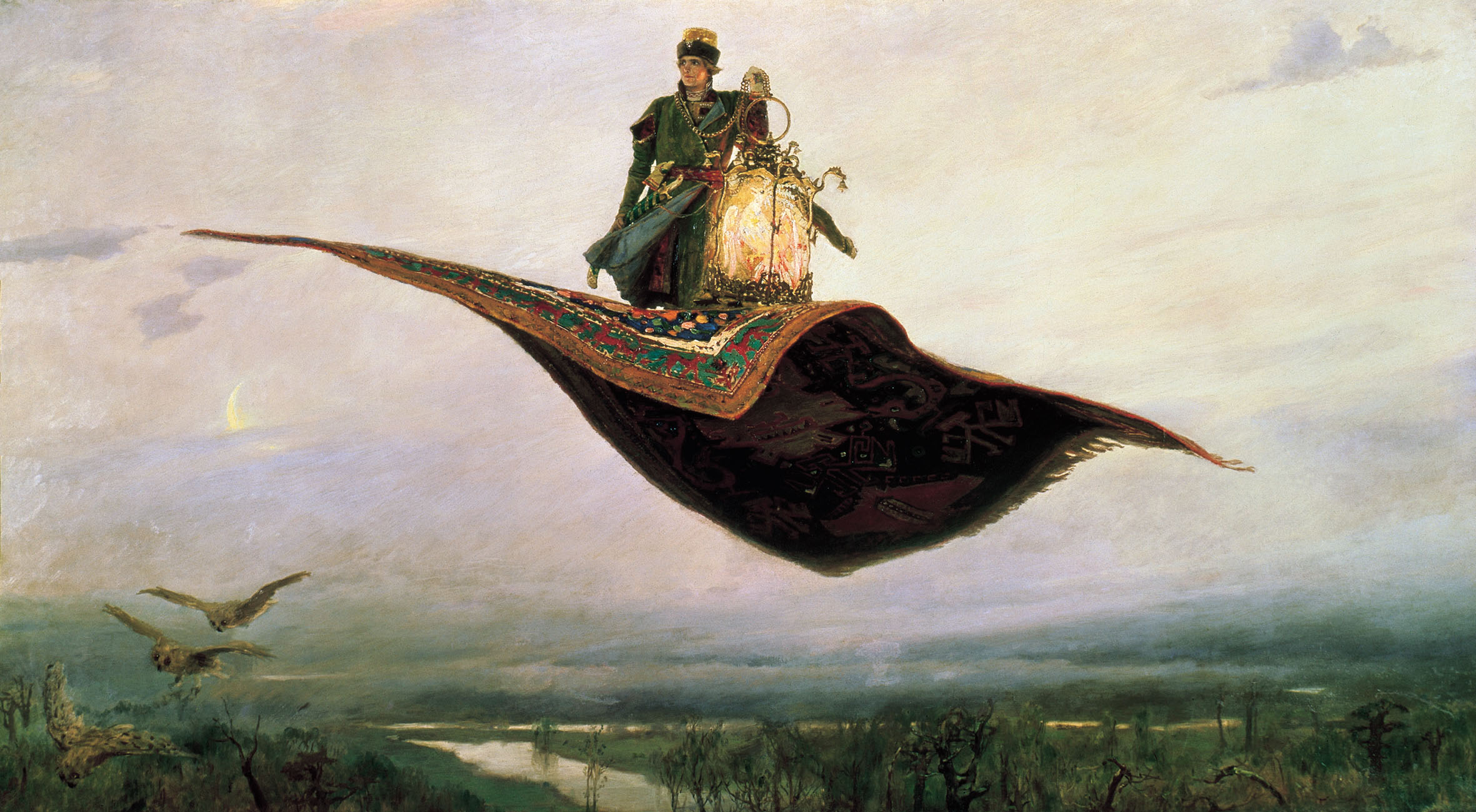
Thảm bay được nói đến trong nhiều câu chuyện cổ.

Văn hóa dân gian (folk-lore, trong tiếng Anh) là truyền thống của một nền văn hóa, cận-văn hóa hoặc nhóm. Nó bao gồm lịch sử truyền hết lại, giống truyền miệng, như huyền thoại, tục ngữ, thành ngữ, truyện kể, truyện viết, truyện tranh, truyện cổ tích, truyện cười; các truyền thống kiến trúc hay các đồ chơi dân gian, thủ công; các phong tục, tập quán, các truyền thống lâu đời; các tác phẩm âm nhạc, nghệ thuật truyền thống. Văn hóa dân gian được hình thành trong đời sống cá nhân của từng dân tộc, từng khu vực dân cư, cộng đồng.